# Cymonomus leblondi
Cymonomus leblondi is een krabbensoort uit de familie van de Cymonomidae. De wetenschappelijke naam van de soort is voor het eerst geldig gepubliceerd in 1994 door Tavares.